# 悪書追放運動

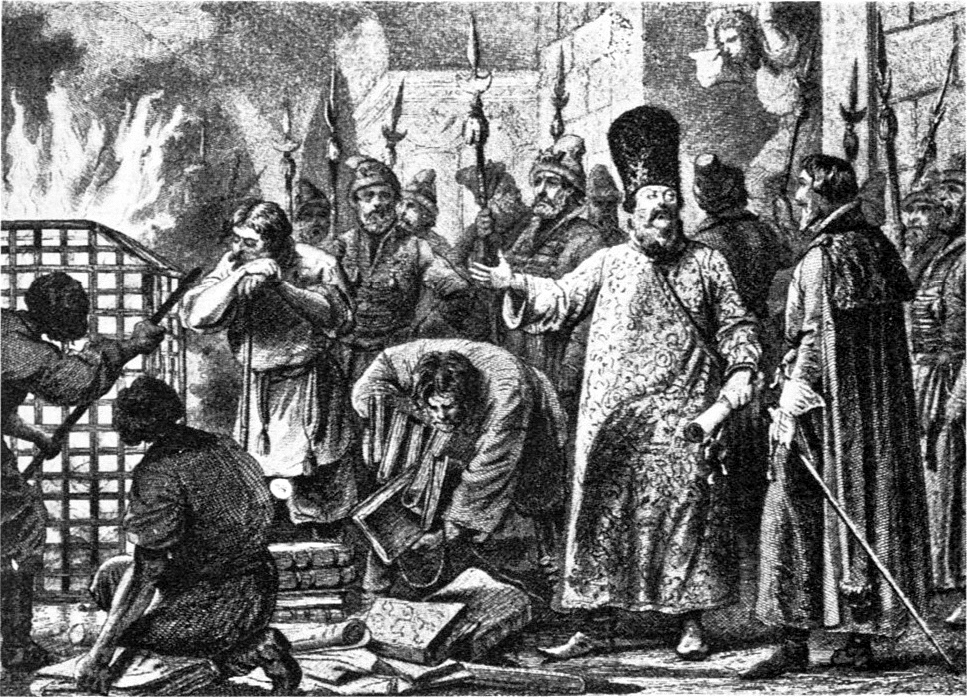
ロシア・フョードル3世時代の焚書

悪書追放運動（あくしょついほううんどう）とは、ある書籍や文書を「悪書」と定義し排除しようとする運動である。
権力者による言論弾圧の一環として行われる焚書のほか、言論と表現の自由が保障されている社会においても市民運動としてなされる場合もある。
また、内容によっては（特に性的とみなされるジャンルは）国際連合でも児童性虐待（児童ポルノ）に関連する有害図書として指定され各国の法律によっては処罰されることがあり、これらは21世紀現在でも密接に関係している。

## 日本
戦前の日本では、時の政権にとって都合の悪い内容であった美濃部達吉の天皇機関説やカール・マルクスの資本論などが悪書追放運動の対象となり、さらにはこれら書籍の単純所持も犯罪として特別高等警察に逮捕されていた。戦後の日本では1963年と1965年に総理府が中心となって悪書追放に乗り出し、「世論」や「教育上」の理由として悪書追放運動が行われている。1963年は当時の池田勇人首相が「人づくり」政策を推進したことを受けたもので、東京オリンピックを前にしての浄化運動という名目もあって悪書追放運動を展開した。また地方自治体に働きかけ「青少年保護育成条例」を各県に自主的に作らせたり、同時期に青少年不良防止に名を借りたテレビ"低俗番組"追放へ、最初の自主規制介入も行われている。
こうした権力側からの言論規制とは異なり、市民側から発祥し行政を広く動かすまでに到った事例として、子を持つ親の一部による後述する漫画への一連の激しいバッシングがあり、単に悪書追放運動といえばこれを指すことがある。他にも、書店売りの成人向雑誌は青少年に悪影響を与えるものとして有害図書に指定され、自治体などから内容や販売方法が厳しく規制されている。さらには18歳未満の者が被写体の写真集を児童ポルノと定義して法規制するなど、芸術への圧力も強めている。

### 漫画バッシング

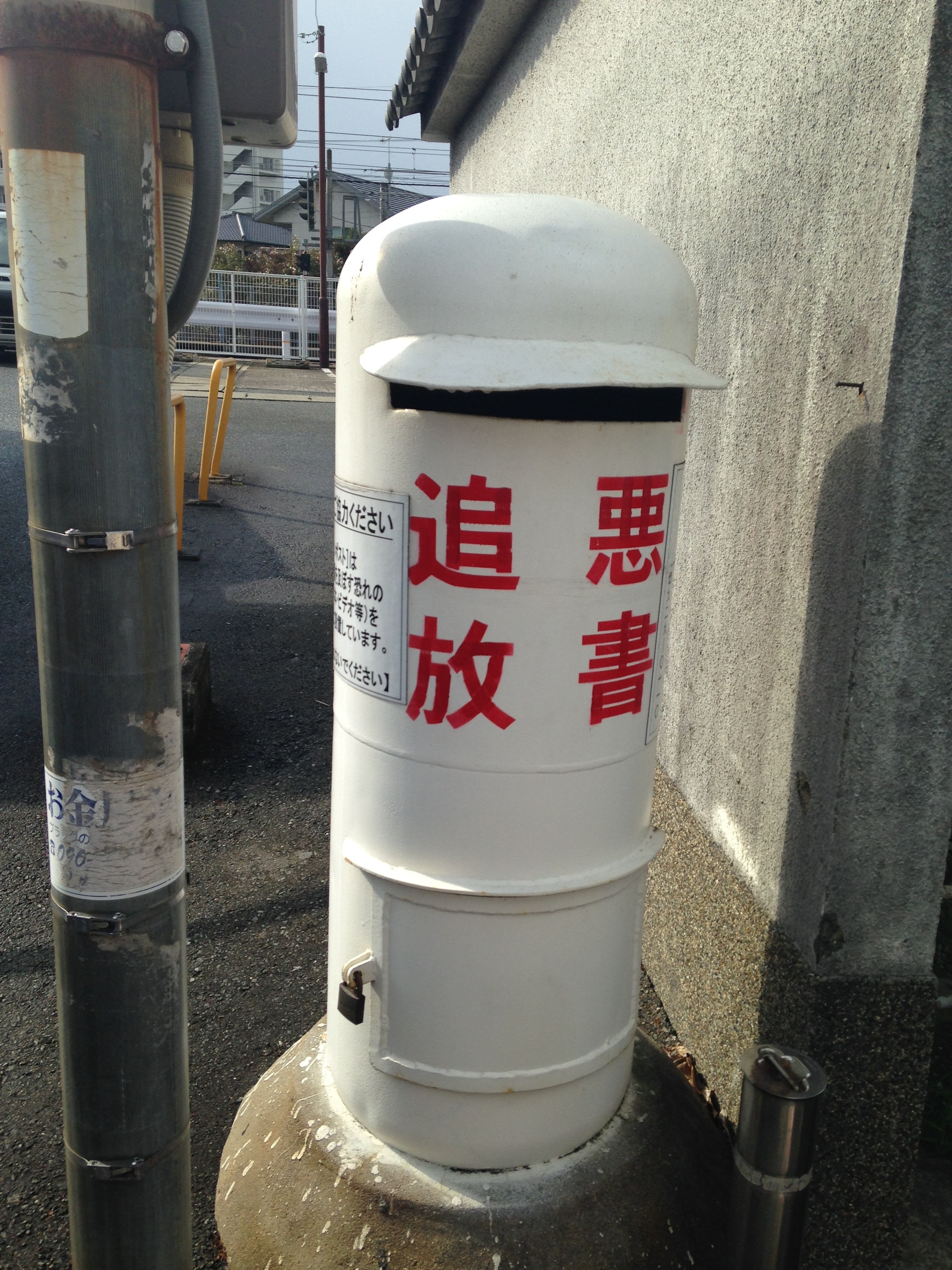
福岡県筑紫野市・二日市駅前の白ポスト

日本で「悪書追放運動」と言えば、1955年(昭和30年)に社会問題にまで発展したマンガバッシング事件を指すことが普通である。一般的には、表現規制推進派の民間団体が主導した事件だと言われているが、実際には、表現規制に向けて政府のほうが先に動き出しており、また、警察が陰に陽に介入したり、裏から操っている面もあったので、行政、警察とマスコミ、表現規制推進派の民間団体が協同して起こしたというのが実態である。バッシングにあったマンガは新人マンガ家の作品が多かったが、そればかりではなく「鉄腕アトム」(手塚治虫)「月光仮面」(川内康範原作・桑田二郎作画)「赤胴鈴之助」(福井英一・武内つなよし)「ビリーパック」(河島光広)など当時の人気作品もつるし上げの対象になった。
なお、竹内オサムによると、マンガに対する規制は日本に特殊な動きだったわけではなく、当時の世界的潮流だったという。イギリスとアメリカのニューヨーク州ではホラーコミックの規制法案が検討され、中国でも同様の問題が議論されていたという。また、カナダではエロティックな子供向けマンガの出版禁止法案が議会で可決されたという。

#### 前史
日本では、敗戦後間もなくの頃から既に「悪書」と称してエログロ関係の雑誌を規制しようとする勢力、あるいは映画の表現を規制しようとする勢力が活動していたが、社会問題となるまでの大きな活動には至っていなかった。また、この時期は、出版物よりも映画を規制しようとする運動の方が活発だった。
マンガに関連した動きとしては、赤本マンガの急成長があげられる。赤本マンガの出版は1945年(昭和20年)頃から始まっており、後年興隆した大阪の業者よりも、東京の業者の方が先んじて始めた商売だったようである。大阪の赤本マンガは、割り当てされた紙の量が東京に比べて少なかったため、質の悪い仙花紙で間に合わせることが多く、東京の赤本マンガよりも粗悪な造本だったが、東京よりも対象年齢を引き上げて作られたマンガだったため、大阪の赤本マンガの方が内容の質は高かったという。
赤本マンガは粗悪な紙に印刷された、きわめていい加減な編集によるマンガ雑誌だったが、当時のマンガ雑誌が薄かったのに対して、赤本マンガは百数十ページにわたってすべてマンガが掲載されていたことから子どもに非常に喜ばれた。特に、1947年(昭和22年)に育英出版から出版された『新宝島』(原作・構成・酒井七馬、作画・手塚治虫)が大ヒットしたことが起点となって、赤本マンガが一大ブームになったことはよく言及される。
ブームが最高潮を迎えるのが1947年(昭和22年)の暮れから翌1948年(昭和23年)の春にかけてのことである。子供たちは赤本マンガを喜んで読んだが、それに反感を持つ大人たちが現れ、赤本マンガバッシングが始まった。マンガを敵視する傾向は戦前から強く、赤本マンガのバッシングは、竹内オサムによると太平洋戦争前・戦中の文化統制の延長線上にあるという。
この時期は日本がアメリカ軍に占領されていた時期であるので、日本政府が前面に出て表現規制を行おうとする動きは見られなかった。
潮目が変わりだすのは、日本のアメリカ軍による占領の終了、日本の独立が現実味を帯び始める1950年(昭和25年)頃からのことである。政府内では、社会機運を利用して何らかの方法で、青少年に「有害」な出版物や映画を法によって取り締まろうとする機運が高まっていた。政府内では報道や出版物の法規制が検討され、その中には「青少年育成基本法」の制定も含まれていたが、マスコミの強い反対にあい法案上程を断念せざるを得なかった。しかし、悪書追放の運動は小規模ながらも根強く続いていた。
1954年(昭和29年)になると、子供向け雑誌にマンガ付録がつくようになり、本誌のマンガ掲載の割合も増えだしていた。殺人・暴力シーン、エログロ、粗野な言葉遣いがマンガに多く見られるようになり、それに反感を抱いた「日本子どもを守る会」や「母の会連合会」、各地のPTAが子供向けのマンガの非難を始めるようになった。山川惣治の絵物語「少年ケニヤ」に対する非難が盛んになりだすのも1954年からのことである。
1955年(昭和30年)の「悪書追放運動」は、前述のように一般的には、民間側の規制推進派たちが行政側よりも先行して運動を始めたように言われているが、必ずしもそうとは言えない事実もある。例えば、中央青少年問題協議会 (中青協) は1953年(昭和28年)秋から1954年(昭和29年)にかけて既に積極的に活動しており、従来の調査研究・青少年運動から更に踏み込んで文化財の取締りに乗り出していた事実がある。

#### 1955年
1955年(昭和30年)は「悪書追放」問題が火を噴いた年として知られており、特にこの年の5月に問題が集中した。元々は、大人向けの性を扱った雑誌を「追放」する運動から始まったのだが、運動は次第に過激さを増し、子供向けの雑誌の追放、校庭での大規模な焚書にまで発展した。社会問題化するのは5月以降のことだが、実際にはそれ以前から政府や警察側で規制強化の動きが進行していた。
「悪書追放」問題は、1955年1月に東京で開かれた第4回青少年問題全国協議会で「"不良出版物"の追放問題」として議題に上り、その直後に、鳩山一郎首相が施政方針演説内で「青少年に重大な悪性響を及ぼしている不良出版物の絶滅を期したい」と、「絶滅」という言葉まで使う発言をしており、政府は規制に前のめりだったことがわかる。より正確に言うと、鳩山は衆議院本会議(1955年(昭和30年)1月22日)の施政方針演説内で、
わが国力を回復いたし、自立国家体制を確立するためには、何よりもまず国民各自の個人道徳の高揚をはかり、道義と相互扶助の精神を基調とした社会道徳を確立しなければならないのであります。（拍手）覚醒剤、不良出版物等のはんらんはまことに嘆かわしき事態でありますが、特にわが国の将来をになうべき青少年に対し悪影響を与えていることは、まことに憂慮すべきことであります。政府としては、広く民間諸団体の協力を得まして、早急にこれが絶滅のため適切有効な対策を講じ、もつて明朗な社会の建設に邁進いたしたいと存ずるのであります。（拍手）
と発言した。
同年3月になると、朝日新聞・読売新聞などが子供向け雑誌を標的にした批判記事を書くようになり、4月に入ると朝日新聞の非難の度合いは更に高まった。また、子供向けの雑誌に戦争ものが多いと非難するようになりだした。読売新聞も3月30日付の記事「不良図書を追放」で具体的に雑誌の批判を展開、4月12日付の記事で「悪書追放運動」の言葉が初めて登場するようになった。
戦争を扱った子供向けの作品が増えていたのは確かだが、雑誌の編集側で「政府の方針にそった再軍備ものが無難」という判断が働いて、そのような内容の作品を作家側に求めたという実情を語る文章が残されており、政府に迎合してその手の作品を増やしたというのが実情だった。しかし、そのようなことを新聞は一切考慮せずに批判を続けた。
一方、マスコミによる批判に乗ずる形で、警視庁は4月頃には雑誌の取締り強化の方針を打ち出し、「性的刺激を与えるもの」「暴力肯定」「人間軽視」「射幸心をそそるもの」「民主主義の破壊」等を取締りの基準とした。この基準に基づいて警視庁がリストアップした不良出版物(雑誌)は、少年向け雑誌として『痛快ブック』『少年冒険王』、成人向けとして『夫婦生活』『あまとりあ』『りべらる』、講談ものとして『読切講談』『読切傑作』などである。その後、4月末には、ゾッキ本の出版社の一斉手入れを行っている。
また、滝本邦彦内閣官房審議室参事官が『日本週報』1955年5月5日号に「取り締まらねばならん ヤクザ本の実態」という記事を寄稿しており、政府は雑誌等の表現規制に非常に前向きだったことがわかる。

#### 焚書
ここで再び登場するのが中青協である。中青協はこの年の5月を「青少年育成保護月間」と定め、東京母の会連合会、日本子どもを守る会、東京防犯協会連合会などが活発に活動した。母の会連合会や東京防犯協会連合会は事実上は警察が運動を仕切っていた団体であることが知られており、特に東京母の会連合会は5月から活動を更に活発化させ、家庭から性を扱った雑誌を一掃すると称して「見ない、読まない、買わない」の「三ない運動」を展開した。
東京母の会連合会は運動を過激化させ、最終的には子供向けのマンガ雑誌の焚書にまで発展した。
「三ない運動」を始めたのは、赤坂少年母の会(東京母の会連合会の1支部)で5月のことである。エロ・グロ雑誌の追放を主張した運動で、「見ない・買わない・読まない」という意味から「三ない運動」と名付けられた。これが、以後続く焚書の直接のきっかけになった。ただし、その運動の当初の理由は若干複雑で、当時の住宅事情から、大人が買った「性雑誌」がどの家にも置いてあり、それを子供が持ち出して友達同士で回し読みするので困る、ということもあったようである。
同会の会長は黒川博子で、黒川武雄(元厚生大臣)の妻である。最初は、身の回りにある問題雑誌・問題書籍をなくそうと主張して、35冊を焚書した。当初、母の会が問題にしたのは、カストリ雑誌や大人向けの赤本やゾッキ本で、焚書した冊数もわずかなものだったが、数ヶ月で運動は大規模化し、運動による焚書の冊数も巨大なものになっていった。
この運動は裏で警察が操っていたことが知られている。実際に、焚書事件からかなり後の1963年(昭和38年)に神崎清(日本子供を守る会副会長)が書いた文章によると、「婦人会を中心とする運動」は「常に警察の権力と結合している」と述べており、さらに「お膳立ては全部警察の方でして、その筋書きに従っているだけで自主性がないわけです」と内情を語っている。
警察関連の動きに関してより具体的に言うと、「三ない運動」が始まる数ヶ月前から警察の側で奇妙な動きが見られた。養老絢雄(警視庁防犯部長・当時)が新聞に登場して、「不良出版物」を取り締まれ、という論を展開した。2月17日付朝日新聞では、「世論の支持さえあれば、いつでもビシビシ取り締まる用意がある」と発言、3月2日付朝日新聞の「論壇」欄では、出版の自由は「その性格が十九世紀的な、いわば国家に先行する純粋に個人的な自然の権利であるとは、到底考えられない」と書き、その自由は制限されて当然という見解を披瀝している。更に、「憲法に保障された自由を主張できる本来の出版物のラチ外にあるものとすら考えたい」とも書き、出版の自由・表現の自由が保障されない表現物があっても問題ないとの考えを述べている。
当時の朝日新聞の報道によると、2ヵ月後の7月には、同運動に参加した3千人の会員が続々と供出し、約五百冊が焚書された、という。その後も焚書は続き、母の会連合会は「悪書追放大会」を開いて、エプロン・かっぽう着姿で約6万冊の雑誌やマンガを焚書するまでになった。
一方、同年4月に児童雑誌の編集者たちが横の連絡組織・日本児童雑誌編集者会を立ち上げ、機関誌『鋭角』（1955年9月創刊号）を発刊している。編集者会では、教育者、母親たちとたびたび会合をもち、その経緯を『鋭角』に掲載した。結果、互いの思惑の違いが明らかとなっていく。母親たちは漫画や雑誌の追放や廃刊を望んでいたのではなく、善処してほしいと願っていた。悪書追放という言葉自体がマスコミが故意に広げたということもわかり、事態は次第に鎮静化していった。

#### 悪書追放運動のその後
1955年(昭和30年)の悪書追放運動が焚書までエスカレートしてから、その後どのように収束していったのかを明瞭に書いた文献は見当たらず、明快に説明することは難しい。ただ、この悪書追放運動は、その後も止むことなく、1950年代の後半まで続いた。
1955年(昭和30年)の悪書追放運動の直接的な所産として、北海道(1955年)、福岡県(1956年)、大阪府(1956年)に青少年保護育成条例が制定され、有害図書が規制された。
悪書追放運動との直接的関連性はないが、1959年(昭和34年)には文部省が図書選定制度を導入している。
1959年、佐藤まさあきの貸本劇画が主人公がアウトローであり暴力を肯定的に描くことを理由に山梨県の貸本組合で不買運動の対象に指定される。この動きは群馬県、埼玉県にも波及し批判をおそれた貸本漫画出版社が同調、佐藤は一時期、漫画家としての仕事を完全に失う。漫画家廃業を考えた佐藤であったが、貸本漫画出版に新規参入してきた高橋書店がそれらの事情を知らずに原稿執筆を依頼、九死に一生を得る。
1963年、出版社が共同で出版倫理協議会をたて、自主規制を行う事に決めた。
1966年、東京都の巣鴨母の会と巣鴨警察署が白ポスト運動を開始し、全国に有害図書廃棄用ポストが設置されていった 。
一時クールダウンした漫画論争であったが1968年の永井豪『ハレンチ学園』の開始によって再び激化。1970年には手塚治虫も『やけっぱちのマリア』を出し論争に参戦した。

## アメリカ
いわゆる「アメコミ（アメリカン・コミックス）という19世紀にまで起源を遡れるアメリカ漫画作品群があり、この長いアメリカ漫画の歴史の中でも特に、1954年（昭和29年）から始まったコミックス・コード規制によって漫画雑誌や単行本を出版していた中小出版社が撤退あるいは倒産してしまい、実質的に大手出版社が権利を有するスーパーヒーロージャンル以外の作品傾向が全面禁止されてしまった事例を指して、日本における悪書追放運動のアメリカ版とみなすことがある。

## ヨーロッパ・北欧
19世紀頃からスイスのフランス語圏で発明されたコマ漫画形式を源流とする国境を超えた漫画作品の文化圏バンド・デシネ（BD）があり、当初宗教や風刺を含む大人向け限定だったものが20世紀初頭から子供向けに、そして内容も過激度を増していった経緯から1949年に「子ども向け読み物に関する法令」が制定され、1960年代までははっきりとBDを掲載する雑誌は子供向けの幼稚なもの、子どもの教育に悪影響を与える悪書、有害図書として認識されていた。

## イギリス
イギリスはもともと1924年に国際連盟で採択された児童の権利に関する宣言（ジュネーブ宣言）の起草国であり、実質的に21世紀現在世界各国で法的規制されている児童ポルノ規制の主導国である関係から漫画作品における内容規制にも厳しく、またイギリス本国においては1978年には既に18歳未満の児童を対象とした性的画像の制作、配布を違法とした背景から、2015年にはBBCが「なぜ日本は児童ポルノ漫画を規制しないのか？」と題し非難したことがある。
この非難の前年2014年にはイギリスで児童性愛を描いた日本の漫画作品を所持していた男が有罪判決を受けており、イギリス国内報道社The Guardianは「日本は世界最大の児童ポルノマーケットのひとつ」として位置づけ、日本国内においてより強力な表現規制を実現させるために、日本に国際的な圧力をかけ続けることを推奨している。

### 注
1. ↑  2006年11月5日に放送されたNHKスペシャル『ラストメッセージ第1集「こどもたちへ 漫画家・手塚治虫」』[10][信頼性要検証]によると、手塚が受けた批判の中には、「『赤胴鈴之助』は親孝行な主人公を描いているから悪書ではない。」というものがあったが、手塚が回顧する処によると、「その様に主張した主婦は、実際には『赤胴鈴之助』を全く読んだり見たりしておらず、「ラジオでその様に聞いた」というだけ」の事であった。また、高速列車や高速道路、ロボットなどの高度な発展の描写を「できるはずがない」「荒唐無稽だ」と批判した上、手塚のことを「デタラメを描く、子どもたちの敵 」とまで称した者もいたという[11]。この様な過激な焚書も含む運動は、 後に「漫画の神様」と称されるに至った手塚さえも大きく苦しめる事になった。そんな苦境を救ったのがアニメ「鉄腕アトム」の放送で、全ての人の心を掴み、悪書追放運動も次第に沈静化していったという
2. ↑  竹内オサム「“悪書追放運動”の頃」(中河伸俊・永井良和編著『子どもというレトリック』所収〈青弓社、1993年、ISBN 4-7872-3068-9、p.49〉) では同年4月から5月にかけて最も盛り上がったことになっている。
3. ↑  見かけ上は「母の会」が自主的に始めた運動に見えるが、実際には「母の会」を裏から動かしていたのは警察であることを裏付ける証言が残っており、事実上は警察主導による官製運動である。
4. ↑  通常は古書店で捨て値で売られている格安本のことを指すが、それ以外にも大人向けに非月刊で発行されたエログロを扱った雑誌の俗称としても使われた。ここでは後者のことを指す。
5. ↑  東京母の会連合会は「三ない運動」を50年経った後でも続けている。1999年刊の『東母連五十年の歩み』の中でも「『読まない、見せない、売らないはよい子を育てる合いことば』をスローガンとする悪書追放運動の口火を切り、全国的に展開する母体となる」と書かれている[38]。
6. ↑  記録に残っている限りでは、焚書を行ったのは赤坂区と荒川区の婦人会だったという[39]。
7. ↑  『学校図書』1963年12月号「悪書追放の諸問題―神崎清先生にきく―」。この文章は、1955年(昭和30年)の焚書事件とその当時の運動の実態について触れたものである。
8. ↑  なお、北海道に先行しては、岡山県(1950年)、和歌山県(1951年)、香川県(1952年)、神奈川県(1955年)に青少年保護育成条例が制定されていた。
9. ↑  これは、1955年(昭和30年)5月に中青協が出した答申「青少年に有害な出版物、映画等対策について」[45]を利用して、1959年4月に文部省が出した省令「青少年の読書指導のための資料等の作成に関する規程」によって導入された制度で、同日に「図書選定申請要領」という告示も発令されている[44]。しかし、5月13日の総会で、日本書籍協会は同制度に全会一致で反対の声明を採択した[44]。これに驚いた文部省は同協会と話し合いを持ち、「図書選定制度」を「図書目録制度」へ変更したが、後者にも同協会は反対した[44]。結果、文部省は「図書目録制度」の導入を強行し、同年9月30日に目録第1集(全部で41冊が登録された)を発行、翌年の3月には第2集を発行したが、書籍協会や作家、出版社からの反対・抗議が相次ぎ、第3集以降の発行はできなくなった[44]。
10. ↑  恋愛物や西部劇、SFなど多数の分野。
11. ↑  原文："Why hasn't Japan banned child-porn comics?"